# 옙파토리야

옙파토리야 파노라마

옙파토리야(러시아어: Евпатория, 우크라이나어: Євпаторія 예우파토리야[*], 크림 타타르어: Kezlev, 그리스어: Ευπατορία, Κερκινίτις - Eupatoria, Kerkinitis 에우파토리아, 케르키니티스[*], 튀르키예어: Gözleve, 아르메니아어: Եվպատորիա - Yevpatoria 옙파토리아)는 러시아와 우크라이나 간의 영토 분쟁 지역인 크림반도에 있는 도시이다. 러시아 크림 공화국(실효적 지배) 또는 우크라이나 크림 자치 공화국(국제적인 승인)에 위치한다. 참고로 크림반도는 2014년 이후부터 우크라이나로부터 독립을 선언하여 러시아에 병합되었지만 대다수의 국가와 유엔은 이를 인정하지 않고 있다.
면적은 120km2, 높이는 10m, 인구는 103,244명(2001년 기준), 인구 밀도는 1,588.37명/km2이다. 기원전 5세기 고대 그리스인이 케르키니티스(Κερκινίτης)라고 부르는 마을을 건설했고 현재의 도시 이름은 폰토스의 왕이었던 미트리다테스 6세의 성씨인 에우파토르(Ευπάτωρ)에서 유래된 이름이다.
7세기부터 10세기까지 하자르족의 지배를 받았고 나중에는 쿠만인과 몽골족, 크림 타타르족의 지배를 받았다. 1478년부터 1485년까지 오스만 제국의 지배를 받았고 1783년 러시아 제국에 편입된다. 1854년 크림 전쟁 당시에는 영국 군대, 프랑스 군대, 오스만 제국 군대에 점령되기도 했다.

## 기후
| Eupatoria의 기후         | Eupatoria의 기후 | Eupatoria의 기후 | Eupatoria의 기후 | Eupatoria의 기후 | Eupatoria의 기후 | Eupatoria의 기후 | Eupatoria의 기후 | Eupatoria의 기후 | Eupatoria의 기후 | Eupatoria의 기후 | Eupatoria의 기후 | Eupatoria의 기후 | Eupatoria의 기후 |
| 월                       | 1월              | 2월              | 3월              | 4월              | 5월              | 6월              | 7월              | 8월              | 9월              | 10월             | 11월             | 12월             | 연간             |
| ------------------------ | ---------------- | ---------------- | ---------------- | ---------------- | ---------------- | ---------------- | ---------------- | ---------------- | ---------------- | ---------------- | ---------------- | ---------------- | ---------------- |
| 일평균 최고 기온 °C (°F) | 4.5 (40.1)       | 5.4 (41.7)       | 8.6 (47.5)       | 15.7 (60.3)      | 21.0 (69.8)      | 25.4 (77.7)      | 28.1 (82.6)      | 27.7 (81.9)      | 23.1 (73.6)      | 17.1 (62.8)      | 11.3 (52.3)      | 7.1 (44.8)       | 16.3 (61.3)      |
| 일일 평균 기온 °C (°F)   | 1.1 (34.0)       | 1.9 (35.4)       | 4.5 (40.1)       | 10.8 (51.4)      | 15.8 (60.4)      | 20.1 (68.2)      | 22.6 (72.7)      | 22.1 (71.8)      | 17.7 (63.9)      | 12.3 (54.1)      | 7.6 (45.7)       | 3.8 (38.8)       | 11.7 (53.1)      |
| 일평균 최저 기온 °C (°F) | −2.2 (28.0)      | −1.5 (29.3)      | 0.5 (32.9)       | 5.9 (42.6)       | 10.7 (51.3)      | 14.8 (58.6)      | 17.1 (62.8)      | 16.5 (61.7)      | 12.3 (54.1)      | 7.5 (45.5)       | 3.9 (39.0)       | 0.6 (33.1)       | 7.2 (45.0)       |
| 평균 강수량 mm (인치)    | 36 (1.4)         | 31 (1.2)         | 29 (1.1)         | 30 (1.2)         | 29 (1.1)         | 43 (1.7)         | 40 (1.6)         | 33 (1.3)         | 40 (1.6)         | 31 (1.2)         | 35 (1.4)         | 44 (1.7)         | 421 (16.6)       |
| 출처: Climate Data.org   |                  |                  |                  |                  |                  |                  |                  |                  |                  |                  |                  |                  |                  |